# Felipe Alou
Felipe Rojas Alou (Bajos de Haina, 12 de mayo de 1935) es un ex jardinero, primera base y mánager dominicano de la Grandes Ligas de Béisbol. Alou ha dirigido a los equipos Montreal Expos (1992-2001) y San Francisco Giants (2003-06). Es el primer dominicano en jugar de manera regular en las Grandes Ligas, y pertenece a una de las familias más notables del béisbol de finales del siglo XX: es el mayor del trío de hermanos Alou que incluye a Matty y Jesús, y su hijo Moisés, quienes también fueron jardineros, y su sobrino el lanzador Mel Rojas. El primer apellido de la familia en la República Dominicana es Rojas, pero Felipe y sus hermanos llegaron a ser conocidos por el apellido Alou cuando el scout de San Francisco Giants que firmó a Felipe equivocadamente pensó que el apellido de su madre era el de su padre.
Durante su carrera de 17 años militó en los equipos Milwaukee & Atlanta Braves, Oakland Athletics, New York Yankees, Montreal Expos y Milwaukee Brewers. Alou jugó las tres posiciones del jardín de manera regular (736 juegos en el jardín derecho, 483 en el central, 433 en el izquierdo), y encabezó la Liga Nacional con más hits en dos ocasiones y en más carreras anotadas en una. Bateando regularmente como primer bate, conectando un jonrón para iniciar un juego en 20 ocasiones. Más tarde se convirtió en el mánager más ganador en la historia de los Expos, dirigiendo el equipo de 1992 a 2001 antes de pasar a San Francisco Giants en 2003.

## Carrera

### Grandes ligas
Alou que le gusta la corneta vivió en la pobreza en la República Dominicana y soñaba con escapar de ella al convertirse en médico. Sin embargo, en una de sus juegos de béisbol como atleta en los Juegos Panamericanos reveló su talento para el béisbol cuando el equipo dominicano se llevó el oro. Alou siguió insistiendo en una carrera universitaria por un tiempo, pero se vio obligado a firmar finalmente con San Francisco Giants en noviembre de 1955 por $ 200 debido a problemas económicos familiares.
Alou hizo su debut en Grandes Ligas en 1958 y fue un All-Star en 1962, cuando bateó.316 con 25 jonrones y 98 carreras impulsadas.
Alou fue acompañado de sus hermanos, Matty en 1960, y Jesús en 1963, quienes se convirtieron en los primeros hermanos en ocupar todo el outfield.
Alou fue cambiado a los Atlanta Braves antes de 1964. Dos años más tarde disfrutó de su mejor temporada, cuando bateó.327 con 31 jonrones y lideró la liga en carreras anotadas (122), hits (218), turnos al bate (666) y bases totales (355), terminando segundo en la carrera de bateo después de hermano Matty. También tuvo un buen año en 1968, bateando.317 y liderando la liga en hits (210) y turnos al bate (662), fue escogido para jugar en el All-Star en ambos años. Alou siguió jugando con varios equipos más a través de 1974, a pesar de que nunca más se acercó al éxito anterior.

#### Como dirigente
Tras finalalizar su carrera como jugador, Alou se unió a la organización de los Expos de Montreal en 1976, convirtiéndose en entrenador de bateo y dirigente de ligas menores. Los Gigantes le ofrecieron el puesto de mánager en 1985, pero se quedó con los Expos por lealtad. El 22 de mayo de 1992, Alou fue promovido de entrenador de banca a mánager por los Expos, convirtiéndose en el primer mánager de origen dominicano en la historia de las Grandes Ligas.
El equipo se desarrolló de un núcleo de jóvenes talentos en ese tiempo, incluyendo a Larry Walker, John Wetteland, Delino DeShields, y el propio hijo de Alou, Moisés. En 1994, los Expos tuvieron el mejor récord en las Grandes Ligas, sin embargo, la huelga que se produjo ese años negó a los Expos de una oportunidad de llegar a su primera Serie Mundial. Alou fue nombrado el mánager del año de la Liga Nacional. Los Angeles Dodgers trataron de contratarlo en 1998, pero se negó a dejar a Montreal. Finalmente, Alou se convirtió en el mánager más exitoso en la historia del equipo.

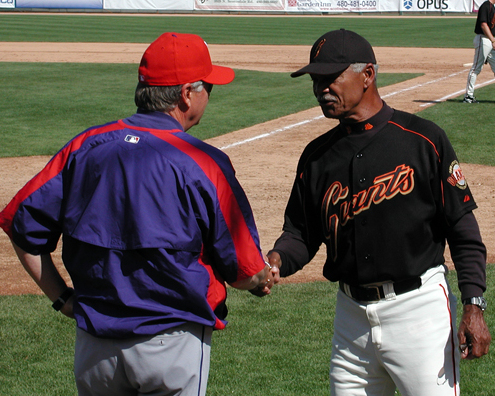
Felipe Alou (derecha) como dirigente de San Francisco Giants en 2005

A pesar de la popularidad de Alou en Montreal, el triste récord del equipo eventualmente llevó a su destitución por el nuevo dueño Jeffrey Loria, quien lo reemplazó por Jeff Torborg durante la temporada de 2001. Varios equipos trataron de contratar a Alou, incluyendo a los Medias Rojas de Boston, pero él no aceptó. Finalmente accedió a servir por un solo año como entrenador de banca de los Tigres de Detroit. Antes de la temporada de 2003, Alou fue nombrado por los Gigantes, el equipo donde comenzó su carrera en el béisbol profesional, en sustitución de Dusty Baker, quien había dejado la dirigencia de los Cachorros de Chicago. En su primera temporada en los Gigantes de San Francisco, llevó a su equipo a los playoffs, donde fueron derrotados por los Marlins de Florida en la serie divisional en cuatro juegos. Los Marlins ganaron la Serie Mundial de ese año.
En 2005, los Gigantes firmaron a Moisés Alou con un contrato por un año con una opción para la temporada 2006, reuniéndolo a él profesionalmente con su padre después de siete temporadas de separados.
Alou fue mánager de los Leones del Caracas en la Liga Venezolana ganando dos títulos nacionales 77-78 y 79-80. También dirigió a los Navegantes del Magallanes en las temporadas 1987-88 y 1988-89.

##### Estadísticas como dirigente
| Equipo               | Año   | Temporada regular | Temporada regular | Temporada regular | Temporada regular        | Postemporada | Postemporada | Postemporada | Postemporada              |
| Equipo               | Año   | Ganado            | Perdido           | Porcentaje        | Final                    | Ganado       | Perdido      | Porcentaje   | Resultado                 |
| -------------------- | ----- | ----------------- | ----------------- | ----------------- | ------------------------ | ------------ | ------------ | ------------ | ------------------------- |
| Montreal Expos       | 1992  | 70                | 55                | .560              | 2.º en el Este de la LN  | -            | -            | -            | -                         |
| Montreal Expos       | 1993  | 94                | 68                | .580              | 2.º en el Este de la LN  | -            | -            | -            | -                         |
| Montreal Expos       | 1994  | 74                | 40                | .649              | 1.º en el Este de la LN  | -            | -            | -            | No Playoffs               |
| Montreal Expos       | 1995  | 66                | 78                | .458              | 5.º en el Este de la LN  | -            | -            | -            | -                         |
| Montreal Expos       | 1996  | 88                | 74                | .543              | 2.º en el Este de la LN  | -            | -            | -            | -                         |
| Montreal Expos       | 1997  | 78                | 84                | .481              | 4.º en el Este de la LN  | -            | -            | -            | -                         |
| Montreal Expos       | 1998  | 65                | 97                | .401              | 4.º en el Este de la LN  | -            | -            | -            | -                         |
| Montreal Expos       | 1999  | 68                | 94                | .420              | 4.º en el Este de la LN  | -            | -            | -            | -                         |
| Montreal Expos       | 2000  | 67                | 95                | .414              | 4.º en el Este de la LN  | -            | -            | -            | -                         |
| Montreal Expos       | 2001  | 21                | 32                | .396              | 5.º en el Este de la LN  | -            | -            | -            |                           |
| San Francisco Giants | 2003  | 100               | 61                | .621              | 1.º en el Oeste de la LN | 1            | 3            | .250         | Perdió de Florida Marlins |
| San Francisco Giants | 2004  | 91                | 71                | .562              | 2.º en el Oeste de la LN | -            | -            | -            | -                         |
| San Francisco Giants | 2005  | 75                | 87                | .463              | 3.º en el Oeste de la LN | -            | -            | -            | -                         |
| San Francisco Giants | 2006  | 76                | 85                | .472              | 3.º en el Oeste de la LN | -            | -            | -            | -                         |
| Total                | Total | 1033              | 1021              | .503              |                          | 1            | 3            | .250         | -                         |

## Liga Dominicana
Alou (apodado "El Panqué de Haina") jugó en la Liga Dominicana con los Leones del Escogido donde también se desempeñó como mánager llevando al equipo a ganar en cuatro ocasiones el título nacional 1980-81, 1981-82, 1989-90 y 1991-92. Como jugador finalizó con un récord de 260 carreras remolcadas, 581 hits, 87 dobles y un promedio de bateo de.310 en 1,875 turnos al bate.
Números totales de Felipe Rojas Alou en LIDOM, gracias a history.winterballdata.com